# Оркестар „Гвардија”
| Оркестар „Гвардија” |                                          |
|                     |                                          |
| Оснивач:            | Град Пожаревац                           |
| Руководилац         | Теодора Димитријевић                     |
| Седиште:            | Јована Шербановића 1, · Пожаревац Србија |
| Веб презентација    | ГВАРДИЈА                                 |
| Контакт:            | 012/522-481                              |

Оркестар „Гвардија” је следбеник првог гардијског оркестра основаног у Пожаревцу, у оквиру најелитније војне јединице коју је формирао Књаз Милош на Ђурђевдан давне 1830. године. Оркестар је након неколико година нестао, међутим, 2016. године реактивиран је на иницијативу професорке виолине Теодоре Димитријевић која је уметнички руководилац оркестра.

## Историјат
Давне 1830. године у Пожаревцу основан је први гардијски оркестар у тадашњој Србији по наредби Књаза Милоша на Ђурђевдан исте године. На позив Милоша Обреновића у Србију је дошао Јосиф Шлезингер и окупио најбоље музичаре како би оформио Књажевско-сербску банду. Музички репертоар претежно дувачког оркестра био је веома разноврстан. Највише су се могли чути маршеви које је Шлезингер компоновао али друге композиције тадашњих композитора, маршеви и корачнице. Након неког времена постојања, оркестар је угашен.

## Гвардија данас
Године 2016. професорка виолине Теодора Димитријевић имала је идеју да оживи старо време и свом граду поврати славу Милошевог доба. Гвардија је свој деби остварила у оквиру манифестације „Љубичевске коњичке игре” на тргу града Пожаревца са 50 музичара на сцени и великим одзивом публике. Оркестар функционише као секција Центра за културу Пожаревац и годишње, од тренутка оснивања, броји преко петнаест наступа у различитим саставима (симфонијски оркестар, мешовити оркестар, гудачки оркестар, октет, квинтет, квартет и дуо) у Пожаревцу, Србији и иностранству.
Чланови оркестра су дипломирани музичари, професори из музичке школе и најталентованији ђаци музичких школа из Браничевског и Подунавског округа. За потребе формирања симфонијског састава често се ангажују музичари из Београда и остварује се успешна сарадња са уметничким ансамблом Министарства одбране „Станислав Бинички” и другим институцијама. Оркестар данас броји преко 70 чланова.

## Програм
Програм оркестра је разнолик па се на концертима могу чути композиције класичне музике, филмске, популарне и традиционалне музике Србије и земаља региона. Посебан је акценат на иновативним аранжманима српске традиционалне музике чије нове обраде публика може чути на концертима оркестра. Неке од њих су „Прелетеше птице ластавице“, „Маро Ресавкињо“, „Ој, Мораво“, „Игра лептира“, „Јелане“ и друге.

## Најзначајнији наступи
- Отварање „53. Љубичевских коњичких игара“ на тргу града Пожаревца 2016. године[5]
- Дупли Новогодишњи концерт Оркестра Гвардија (од 18 и 20 часова) у свечаној сали Центра за културу Пожаревац 2017. године
- Концерт поводом Дана Словенске писмености и културе у Руском дому у Београду 2018. године
- Концерт поводом обележавања три века од потписивања Пожаревачког мира у Пожаревцу (етно парк Тулба) 2018. године. Поводом овако важног датума за европску историју и историју града Пожаревца настала је композиција „Пожаревачки мир“ коју потписује Илија Рајковић, члан оркестра Гвардија и дипломирани теоретичар музике.
- Концерт поводом свечаног отварања „Виминацијум феста“ у Центру за културу Пожаревац 2018. године
- Концерт поводом Дана српског језика и културе у Центру за културу у Темишвару 2018. године
- Свечано отварање нове сале у тврђави Голубачког града 2019. године
- Концерт „3 ноћи“ у свечаној сали Магистрата у сарадњи са удружењем A:KULTURA из Беча 2019. године. Гостовање Гвардије у Бечу је уживо преносио Радио РТС1.[6]
- Концерт поводом затварања „Виминацијум фест-а“ у Маузолеју археолошког парка Виминацијум 2021. године